# Убийство Синдзо Абэ

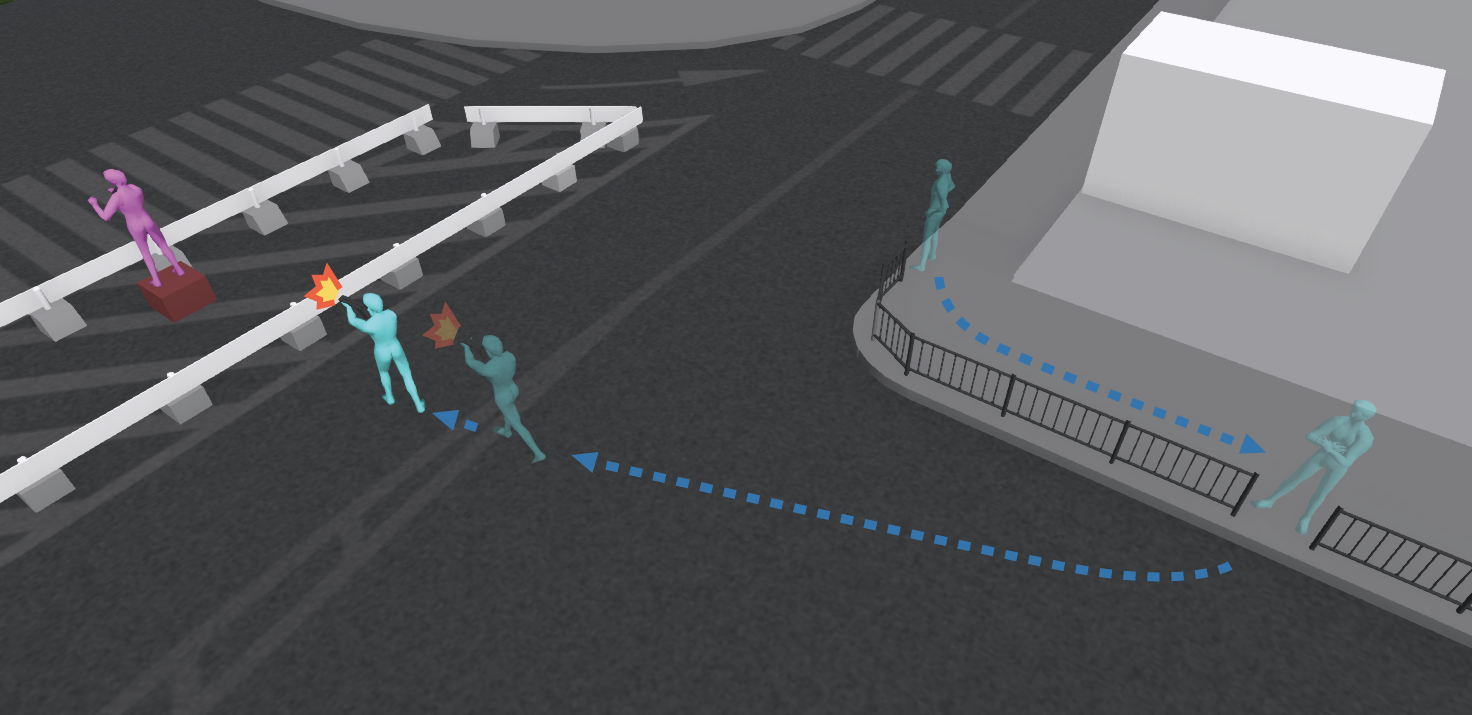
Позиции Абэ (фиолетовый) и Ямагами (синий) во время стрельбы

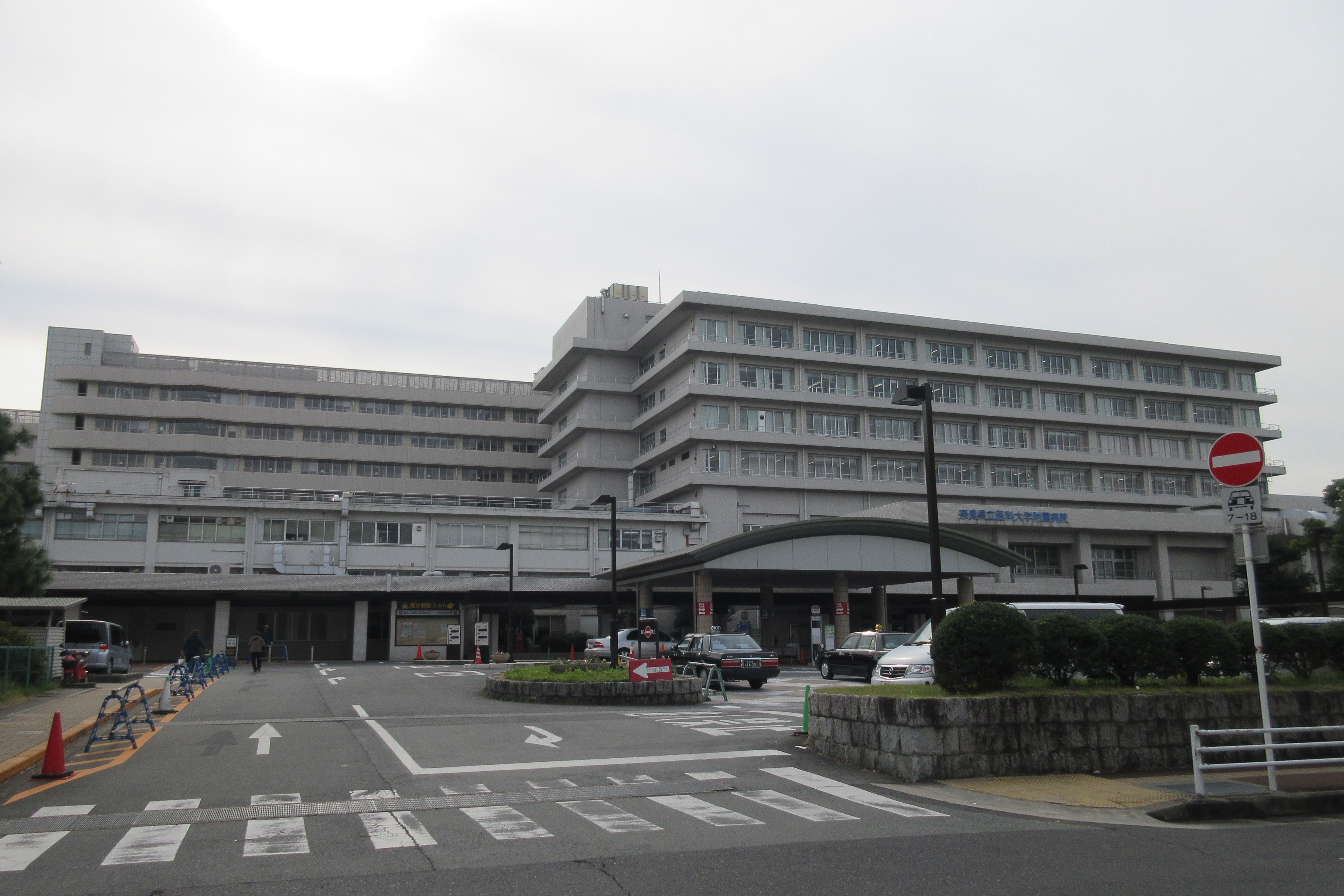
Госпиталь Медицинского университета Нара, где была констатирована смерть Абэ

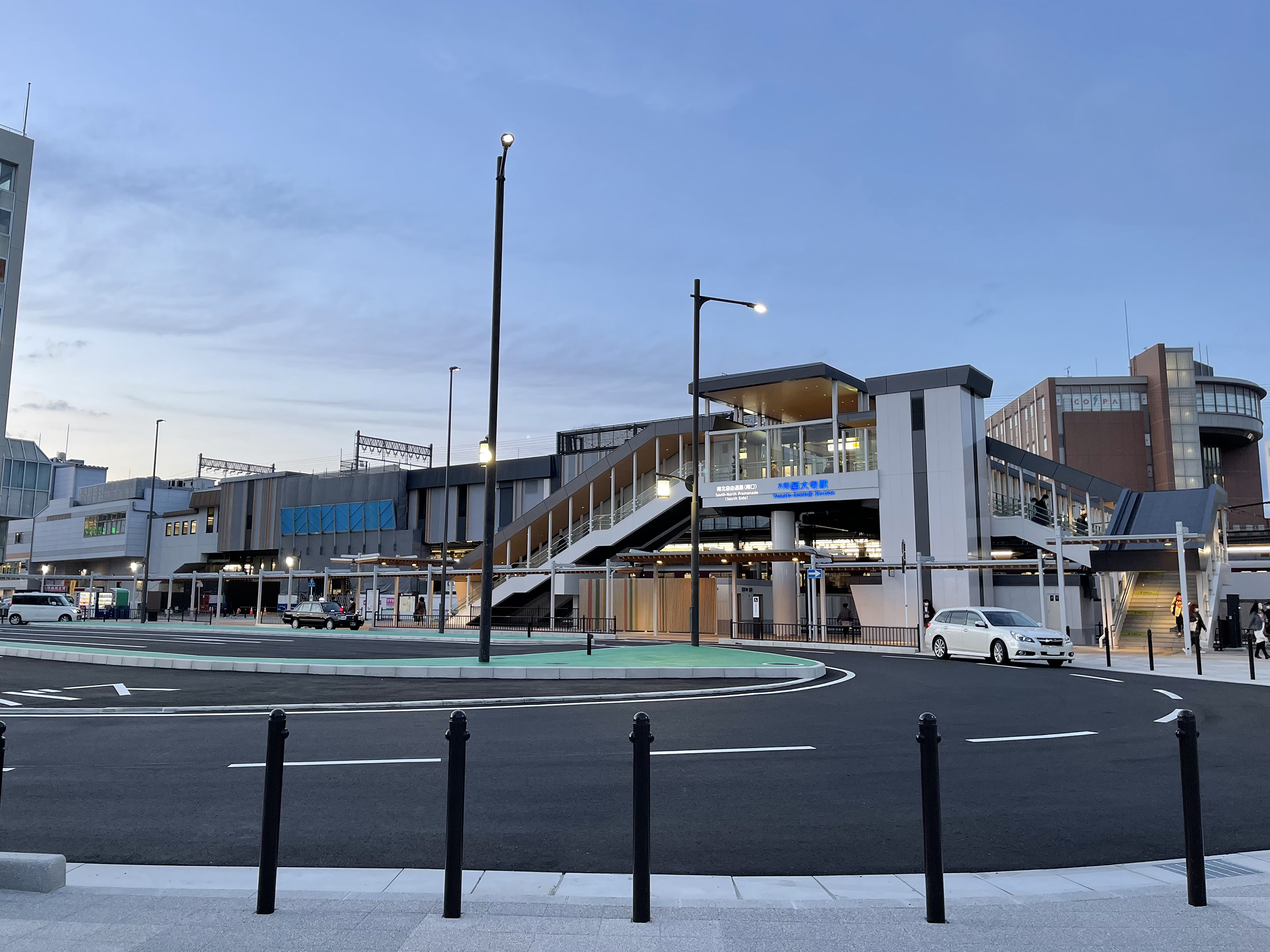
Синдзо Абэ был смертельно ранен возле железнодорожной станции Ямато-Сайдайдзи

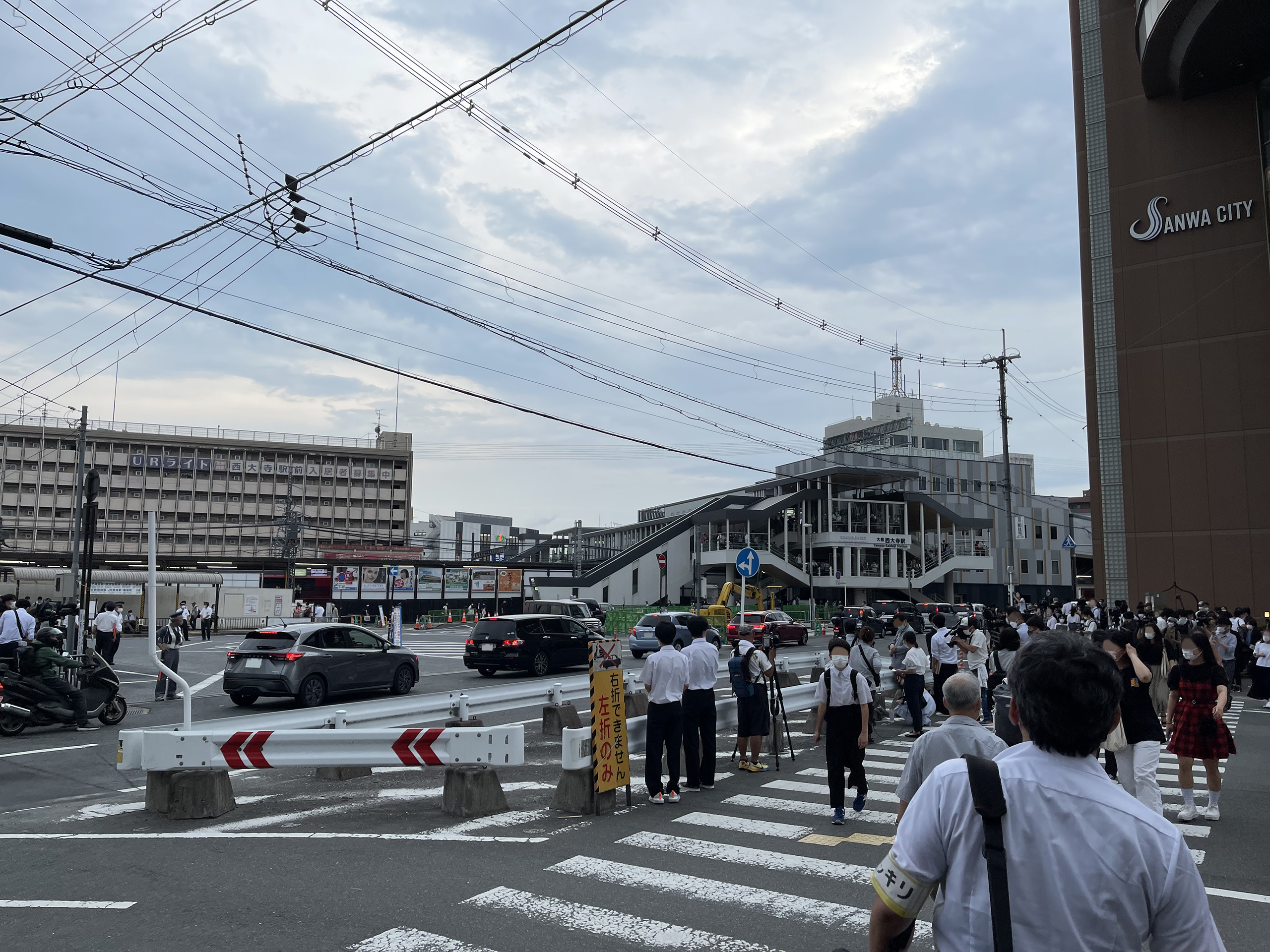
Место покушения на Абэ, район северного входа на станцию Ямато-Сайдайдзи

Убийство бывшего премьер-министра Японии Синдзо Абэ было совершено 8 июля 2022 года. Видный член Либерально-демократической партии был дважды ранен в спину во время выступления с предвыборной речью возле железнодорожной станции Ямато-Сайдайдзи в Наре, префектура Нара, примерно в 11:30 по японскому стандартному времени (UTC+9).
Обвиняемый Тэцуя Ямагами был задержан на месте происшествия. Позже Абэ был доставлен на медицинском вертолёте в госпиталь Медицинского университета Нара. Синдзо Абэ был тяжело ранен, по прибытии в больницу не подавал признаков жизни и находился в состоянии клинической смерти. В 17:03 по японскому стандартному времени было объявлено, что Абэ скончался.
Убийство Абэ вызвало международное осуждение. Он стал первым убитым бывшим премьер-министром Японии после Сайто Макото и Такахаси Корэкиё.

## Стрельба
8 июля 2022 года Синдзо Абэ выступал от имени советника Кэя Сато, кандидата от Либерально-демократической партии, баллотирующегося на переизбрание, в преддверии предстоящих выборов в верхнюю палату, запланированных на 10 июля. Абэ сопровождала охрана; однако предполагаемому убийце удалось подобраться на несколько метров, не встретив сопротивления. Около 11:30 утра по японскому стандартному времени в Абэ дважды с интервалом в полторы секунды выстрелили сзади из импровизированного пистолета, напоминавшего двуствольное ружьё. Первый выстрел прошёл мимо цели; Абэ успел обернуться в сторону преступника, перед тем, как был произведен второй выстрел, попавший экс-премьеру в шею и спину. Раненый Абэ сделал шаг вперед, упал на колени, а затем рухнул на землю. Раны были достаточно глубокими, чтобы достичь его сердца. Служба безопасности Абэ задержала подозреваемого, который не оказал сопротивления.
Первоначально Абэ был в сознании и общался с людьми, пытавшимися ему помочь, сразу после того, как в него выстрелили. Он был доставлен в местную больницу на вертолёте скорой помощи с ранением в грудь, и, как сообщается, не подавал признаков жизни по прибытии в госпиталь Медицинского университета Нара в городе Касихара префектуры Нара. Сообщалось, что Абэ потерял сознание, и у него остановилось сердце; эта фраза часто используется в Японии перед официальным подтверждением смерти коронёром. В 14:45 по японскому стандартному времени на пресс-конференции премьер-министр Фумио Кисида сказал, что Абэ находится в критическом состоянии, и что «в настоящее время, врачи делают всё возможное».
Абэ был объявлен мёртвым в больнице в 17:03 по японскому стандартному времени, примерно через 5,5 часов после ранения. После смерти Синдзо Абэ доктор Хидэтада Фукусима объяснил, что причиной смерти стала потеря крови, несмотря на четыре часа её переливания, в ходе которых было введено 100 единиц крови. Абэ является первым бывшим премьер-министром Японии, убитым после Сайто Макото и Такахаси Корэкиё, которых убили во время инцидента 26 февраля 1936 года, и первым японским конгрессменом, убитым после Коки Исии.

## Подозреваемый

### Тэцуя Ямагами
Тэцуя Ямагами (яп. 山上徹也) (род. 10 сентября 1980), 41-летний мужчина из города Нара, был арестован полицией префектуры Нара по подозрению в покушении на убийство и переведён в полицейский участок Нара Вест. Он был описан как «спокойный» и не предпринимал никаких попыток бежать. Ямагами ранее не имел криминального прошлого.
Тэцуя Ямагами был членом морских сил самообороны с 2002 по 2005 год, служил на военно-морской базе Курэ. На момент ареста Ямагами был безработным. Ямагами работал оператором погрузчика на складе в префектуре Киото, где был описан как «тихий», прежде чем уволиться в мае 2022 года, заявив, что он «плохо себя чувствует». В выпускном альбоме средней школы подозреваемый написал, что «не имел ни малейшего понятия», чем он хотел бы заниматься в будущем.
После ареста Ямагами сказал следователям, что «был недоволен бывшим премьер-министром и намеревался убить его». Ямагами также утверждал, что затаил обиду на «определённую религиозную группу» (оказалось, что это Церковь объединения, в пользу которой его мать сделала внушительные церковные пожертвования) и застрелил Абэ, потому что считал, что «религиозная группа и Абэ связаны» (Церковь объединения действительно поддерживала связи с партией и семьёй Абэ). Также подозреваемый утверждал, что «не имел зла на политические убеждения Абэ». Ямагами сообщил полиции, что отслеживал расписание Абэ во время его визита в Нару на веб-сайте политика. Он также утверждал, что планировал нападение в течение нескольких месяцев.
Полиция префектуры Нара обнаружила несколько возможных взрывных устройств и пистолетов самодельного изготовления, подобных тому, из которого был застрелен Абэ, во время обыска дома Ямагами после его ареста. Позже они были конфискованы в качестве улик и взяты офицерами по обезвреживанию бомб после эвакуации близлежащих жителей. В истории посещений Ямагами были обнаружены сайты о производстве бомб и оружия.
10 января 2023 Ямагами был взят под стражу, а 19 июня 2024 он был признан вменяемым.

### Ошибочное предположение
После убийства несколько СМИ ошибочно идентифицировали разработчика видеоигр Хидэо Кодзиму как убийцу. Предположительно, искажение информации произошло из-за шуток на имиджборде 4chan и в социальной сети Твиттер, которые были приняты за правду и впоследствии опубликованы ультраправым французским политиком Дамьеном Рьё, греческим новостным агентством ANT1 и иранским сайтом Mashregh News. ANT1 также сообщило, что подозреваемый был «увлечён Че Геварой». Трансляция ANT1 изначально была загружена на её аккаунт на YouTube, но позже была удалена вещательной компанией. Дамьен Рьё удалил исходный твит и принёс извинения за свои комментарии. После инцидента компания Кодзимы, Kojima Productions, осудила ложные сообщения и пригрозила судебным иском против распространителей слухов.

## Последствия
В аппарате премьер-министра создан Центр управления кризисными ситуациями. Премьер-министр Японии Фумио Кисида, находившийся в префектуре Ямагата во время предвыборной кампании, отменил своё оставшееся расписание, чтобы вернуться в Токио. По словам генерального секретаря Кабинета министров Хирокадзу Мацуно, все остальные члены действующего кабинета, кроме министра иностранных дел Ёсимасы Хаяси, который был в Индонезии на встрече G20, также были отозваны в Токио.
NHK General TV и четыре из пяти крупных японских коммерческих телесетей отменили или отложили все запланированные программы, чтобы транслировать до конца дня новостные программы в прямом эфире. Второй эпизод аниме Teppen—!!! был отменён.
Большинство политических лидеров отменило все предвыборные мероприятия 8 июля после нападения на Абэ. Кампания возобновилась на следующий день, 9 июля, и лидеры крупных партий пообещали не допустить нарушения демократического процесса.
После стрельбы премьер-министр Кисида приказал усилить меры безопасности для членов кабинета министров и ведущих политиков Японии.

#### Визиты в больницу
В тот же день около 21:00 больницу посетил бывший премьер-министр Ёсихидэ Суга, а после него Хирокадзу Мацуно.
Тело Абэ было подвергнуто судебному вскрытию, а 9 июля в 5:55 его вывезли из больницы. Автомобиль с телом, в котором также находилась вдова погибшего Аки Абэ, сопровождали пять смежных автомобилей, в одном из них ехала бывший министр обороны Томоми Инада. В 13:35 они прибыли в дом Абэ в Токио. По прибытии председатель Совета по исследованию политики ЛДП Санаэ Такаити, председатель Генерального совета ЛДП Тацуо Фукуда и председатель Fujisankei Communications Group Хисаси Хиэда, друживший с Абэ, приняли их.
После этого, помимо визита премьер-министра Кисиды, бывшие премьер-министры Ёсиро Мори и Дзюнъитиро Коидзуми, спикер Палаты представителей Хироюки Хосода, председатель Палаты советников Акико Санто, бывший генеральный секретарь ЛДП Тосихиро Никай, близкий помощник Абэ и министр экономики, торговли и промышленности Коити Хагиуда, министр земли, инфраструктуры, транспорта и туризма Тэцуо Сайто и губернатор Токио Юрико Коикэ также совершили визиты, чтобы выразить соболезнования.

#### Угрозы
Через 30 минут после выстрела раздался звонок с угрозами, предупреждающий о нападении на офис Мацуямы, перед которым Абэ изначально должен был произнести речь.
Через несколько часов после стрельбы, в Сингапуре и Тайване поступили онлайн-угрозы убийством их лидеров — премьер-министру Сингапура Ли Сянь Луну и президенту Китайской Республики Цай Инвэнь. В Сингапуре Центральное управление полиции арестовало 45-летнего мужчину, пребывающего дома, после того, как на странице Channel NewsAsia в Facebook, где сообщалось о расстреле Абэ, был опубликован отчёт о его высказываниях против Ли Сянь Луна. На Тайване угроза исходила от 22-летнего мужчины из города Тайнаня. Он был арестован у себя дома в районе Юнкан, доставлен в местный полицейский участок, а затем передан в районную прокуратуру Тайнаня.

## Международная реакция
Реакцией на убийство бывшего премьер-министра Японии Синдзо Абэ стало осуждение убийства со стороны абсолютного большинства стран мира. Соболезнования направили руководители многих стран мира.
Президент России Владимир Путин выразил глубокие соболезнования народу Японии и семье Синдзо Абэ, в связи с его смертью, отметив, что «рука преступника оборвала жизнь выдающегося государственного деятеля, длительное время возглавлявшего правительство Японии и много сделавшего для развития добрососедских российско-японских отношений. Мы поддерживали с Синдзо регулярные контакты, в которых в полной мере проявлялись его прекрасные личные и профессиональные качества. Светлая память об этом замечательном человеке навсегда останется в сердцах всех, кто его знал».
В Бангладеш, Бразилии, Бутане, Индии, Камбодже, Кубе, Непале и Шри-Ланке был объявлен траур. Президент США Джо Байден приказал, чтобы флаги США были приспущены до 10 июля 2022 года. Международный олимпийский комитет объявил, что в течение трёх дней будет приспускать свой флаг в Лозанне.